# Дуб монгольский
Дуб монго́льский (лат. Quercus mongolica) — дерево; вид рода Дуб (Quercus) семейства Буковые (Fagaceae). Одна из самых распространённых широколиственных пород на Дальнем Востоке.
Видовой эпитет «монгольский» был дан этому виду, поскольку первый экземпляр растения был описан из долины реки Аргунь выше устья реки Газимур, расположенной напротив территории, в XIX веке принадлежавшей Монголии; в настоящее время этот правый берег реки Аргунь относится к Внутренней Монголии КНР; в МНР монгольский дуб не встречается. Типовое место монгольского дуба сейчас — охраняемая природная территория в Забайкальском крае: заказник «Реликтовые дубы».

## Ботаническое описание

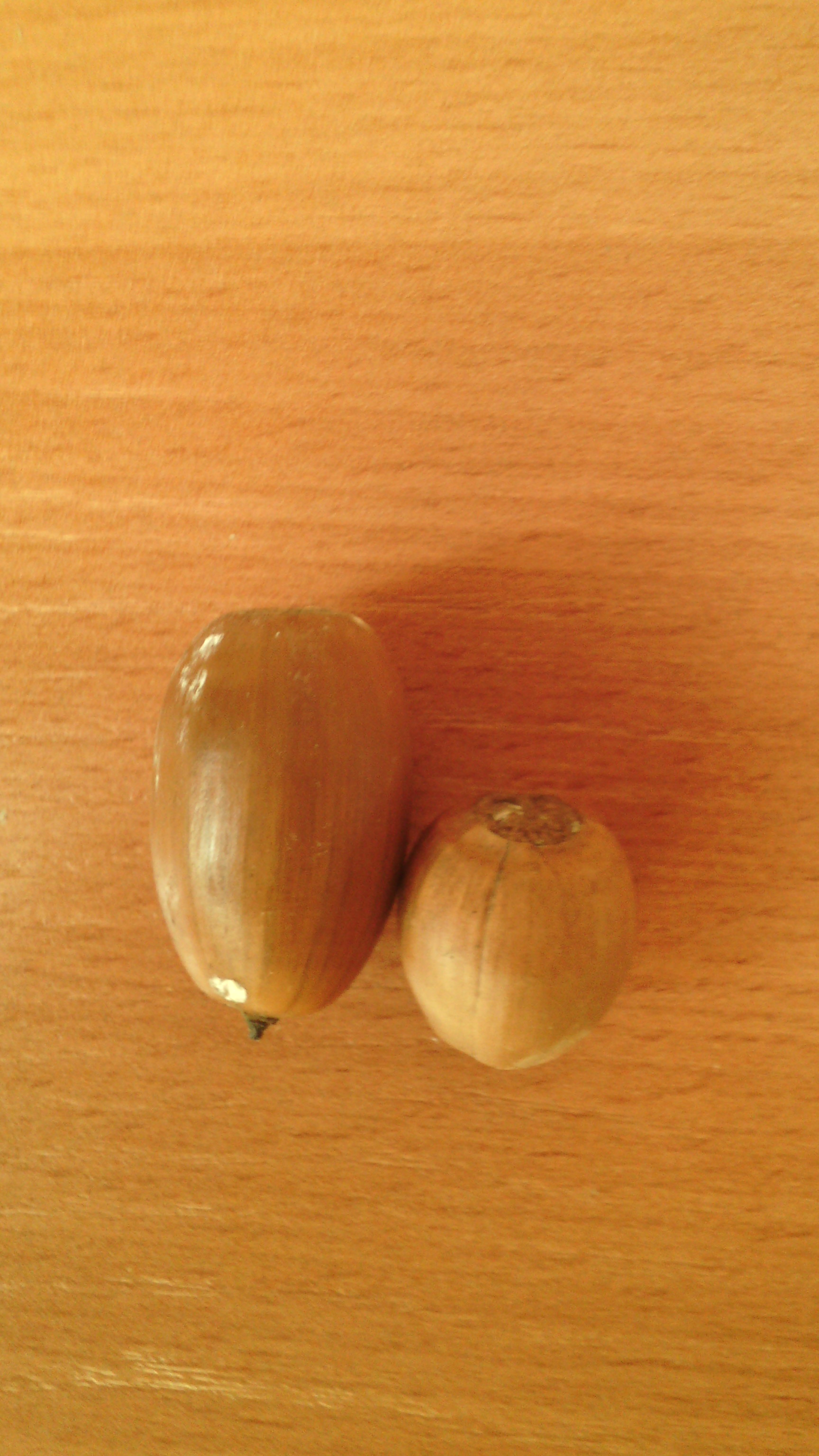
Жёлудь дуба монгольского (справа) в сравнении с жёлудем дуба черешчатого (слева)

Дерево, в благоприятных условиях достигающее в высоту до 30 м; вблизи северной границы распространения, у морского побережья и в горах редко бывает выше 10—12 м, иногда имеет форму кустарника.
Старые ветви тёмно-коричневые, не опушённые, молодые коричневато-зелёные, не опушённые, ребристо-бугорчатые.
Листья удлинённо-обратноовальные длиной 8— 15 см и шириною 5—9 см, с тупыми и цельнокрайными лопастями, плотные, голые или снизу вдоль жилок мелкоопушенные.
Кора молодых на стволах гладкая, «зеркальная», на старых деревьях — толстая, трещиноватая. 

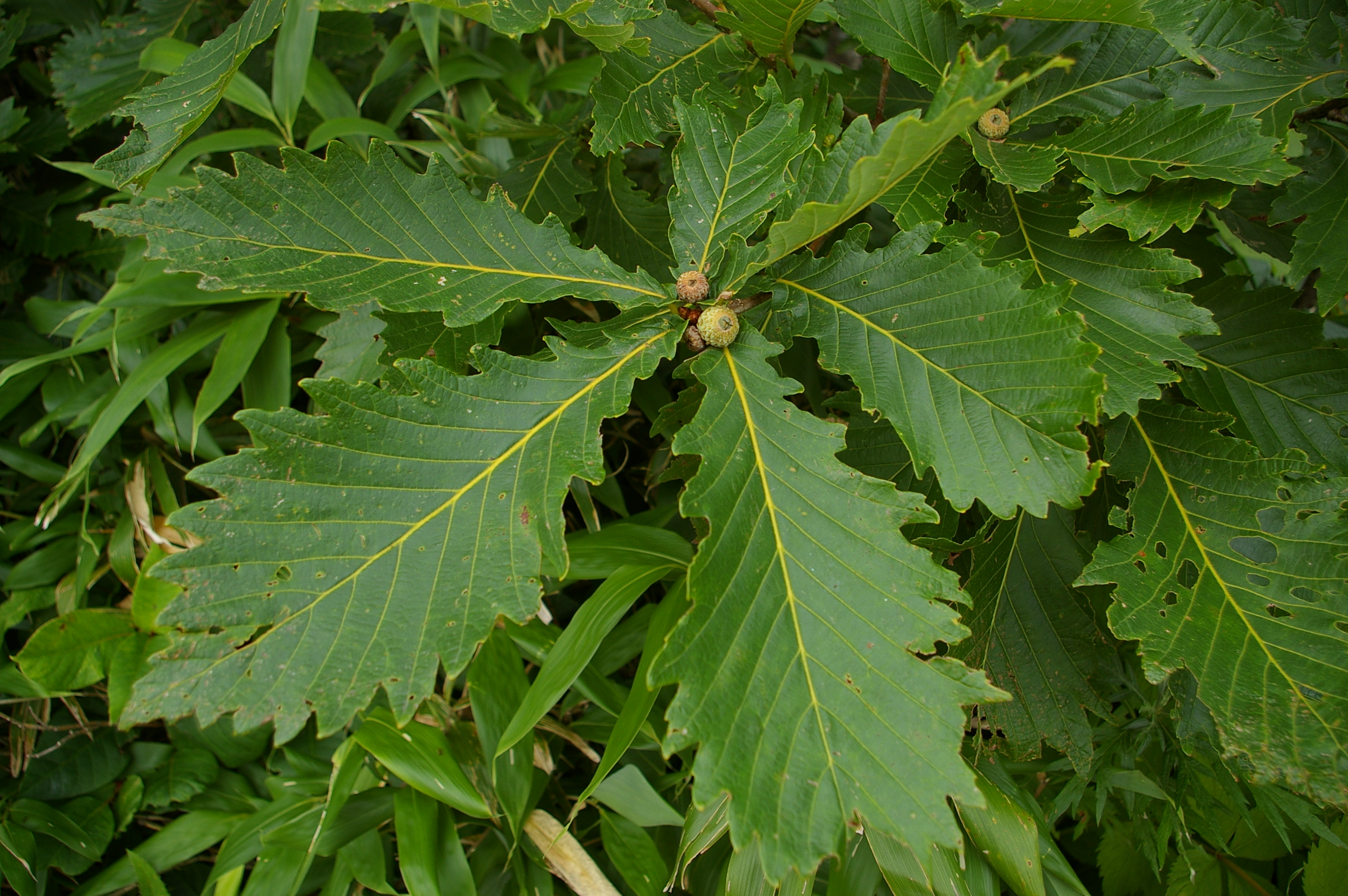
Листья

Почки яйцевидные, острые. Листья плотные, как пергамент, почти сидячие или на коротком черешке, удлинённые, обратнояйцевидные или обратно-удлинённо-яйцевидные, к основанию суживающиеся, с семью — девятью, иногда с 12 тупыми долями, длиной 10—16 см, шириной 4—8 см, с верхней стороны не опушённые, ярко-зелёные, с нижней светло-зелёные и редко опушённые вдоль жилок.
Плод — жёлудь, почти сидячий, по одному — два на концах ветвей, яйцевидный, 1,5 см длиной, 1,3 см толщиной, с полушаровидной, слегка покрытой пушком плюской, покрывающей жёлудь до ⅓—½ длины.
Число хромосом  2n = 24.

## Распространение и экология

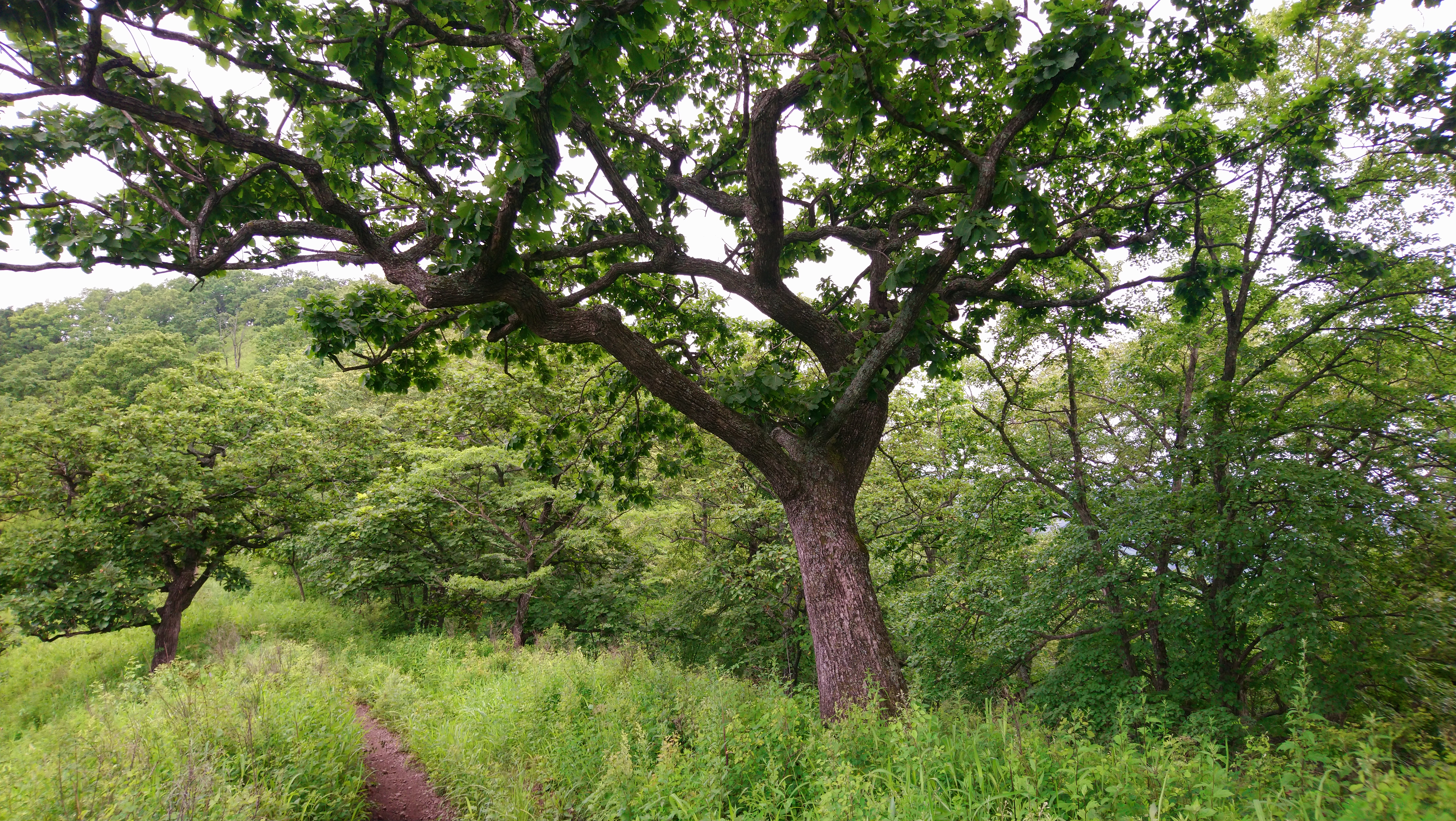
Вторичный дубняк в окрестностях Находки

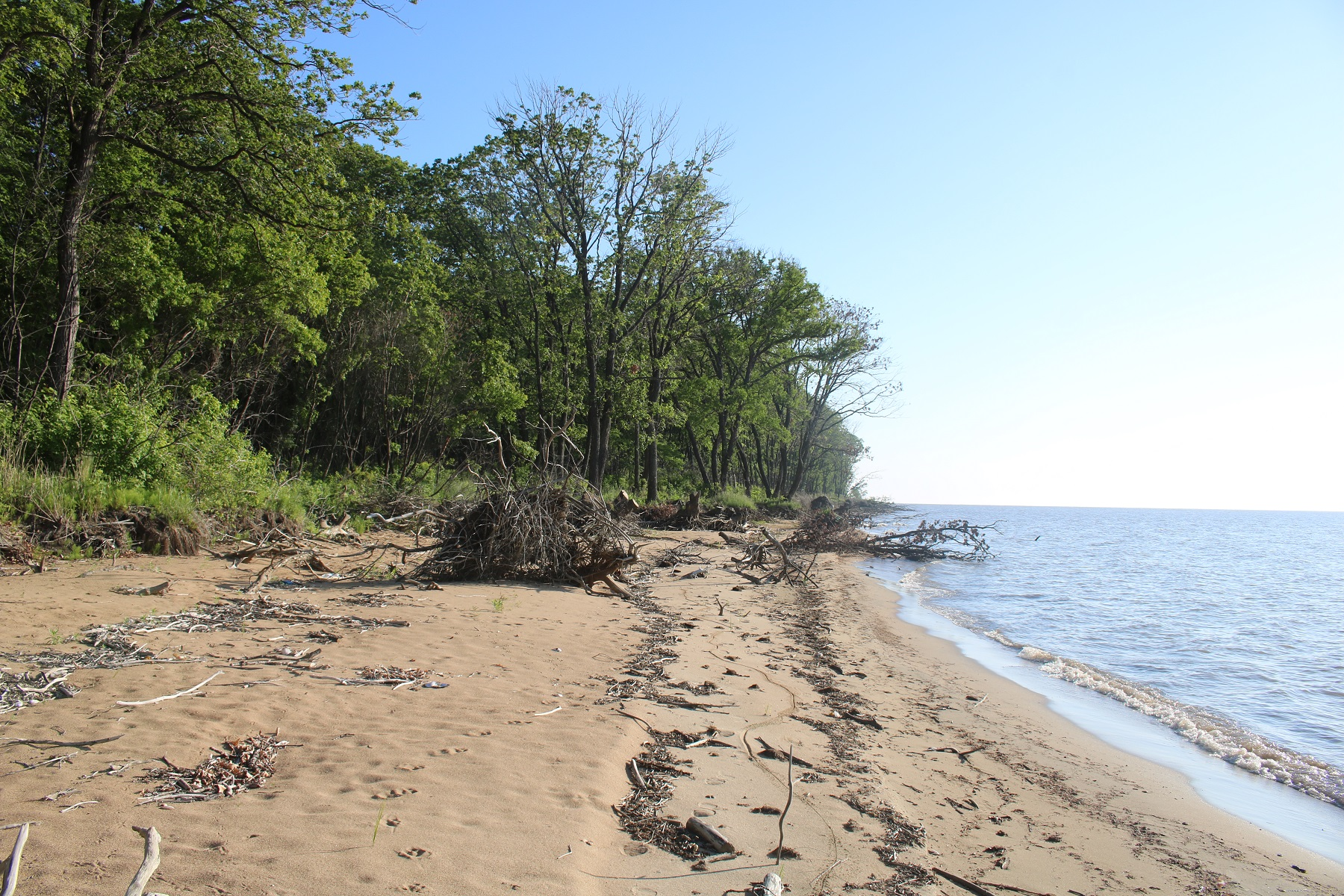
Дубовый лес на берегу Ханки

Распространён в Северном Китае, на Корейском полуострове, на севере Японии, в России — в Приморском и Хабаровском краях, в Амурской области и на Сахалине. В Забайкальском крае в низовьях реки Будюмкан и в долине р. Аргунь (Забайкалье) в 2008 году готовилось обоснование открытия заказника с целью сохранения этой рощи, который был основан в 2011 году.
Самые северные точки произрастания: на западе — станция Чалганы (Магдагачинский район) и кордон Тёплый (Зейское водохранилище) в Зейском заповеднике в Амурской области, на востоке — восточное побережье залива Николая в Николаевском районе Хабаровского края.
Растёт на различных почвах, за исключением заболоченных, переувлажнённых и затопляемых паводками, и участвует в сложении разнообразных типов леса. Лучше всего развивается на свежих, глубоких и плодородных почвах предгорий и пологих горных склонов южных, юго-восточных и юго-западных направлений, где входит в состав кедрово-дубовых лесов с примесью липы, клёна, ильма, ореха, бархата и других пород. Запасы древесины здесь составляют 30—100 м³ на гектаре, а выход деловой ее части — 40—50 %. На Сахалине растёт небольшими, часто кустообразными деревьями. На каменистой почве быстро образует под собой почву.
Растёт медленно. При хорошем уходе на тяжёлых почвах в Хабаровском дендрарии к 16 годам достиг 7,6 м высоты и 8 см в диаметре на высоте груди. Живёт более 350 лет. Выдерживает понижение температуры до -50 °С. По светолюбию уступает только берёзе и осине, не переносит верхового затенения, боковое отенение подгоняет его в росте и способствует очищению от сучьев и лучшему формированию ствола и его полнодревесности. Ветроустойчив.
Дуб монгольский — одна из стойких к огню пород, и на больших площадях современные дубняки возникли на месте смешанных сосново-дубовых, кедрово-дубовых и лиственнично-дубовых лесов. После пожара, а также после рубки даёт хорошую поросль, причём от одного пня образуется по 2—3 и больше стволов.
Возобновляется семенами и пневой порослью. Разводится семенами.
Хорошо проявляет себя при попытках интродукции на юге Западной Сибири и в европейской части России.
По данным Леонида Любарского и Любови Васильевой на дубе монгольском найдены дереворазрушающие грибы: трутовик серно-жёлтый (laetiporus sulphureus), трутовик ложный дубовый (phellinus robustus), трутовик настоящий (fomes fomentarius), трутовик плоский (ganoderma applanatum), ежовик дубовый (hericium erinaceum), ежовик северный (climacodon septentrionalis), чешуйчатка промежуточная (pholiota squarroso-adiposa).

## Синтаксономия
Существуют 2 класса растительности, связанных с дубом монгольским, которые объединяют маньчжурскую флору и слагают маньчжурскую фратрию лесных формаций. Порядок кедра корейского и липы амурской включает то, что в обиходе называют „уссурийской тайгой”: кедрово-широколиственные, переходные кедрово-еловые, чернопихтово-широколиственные (не все) и материковые ильмово-ясеневые, а также вторичные дубовые и липовые леса.
Леса из дуба пильчатого и граба редкоцветкового с волчелистником, красивоплодником и плющом (Hedera rhombea) распределены по классам дуба монгольского в Корее и бука городчатого в Японии (Fagetea crenatae Miyawaki et al. 1964). То же самое можно сказать про ильмово-ясеневые леса и леса из сосны густоцветковой. К классу бука городчатого относятся японские аналоги чернопихтово-широколиственных лесов — пихтово-тсугово-буковые леса с дубом монгольским, стюартией однобратственной и бамбуком (Sasamorpha borealis). Здесь пихта цельнолистная заменяется её близкими родственницами: пихтами равночешуйчатой и сильной, а клён ложнозибольдов — клёнами японским и дланевидным.
На китайском хребте Циньлин дуб монгольский (дуб ляодунский) занимает наибольшие высоты относительно других дубов. У дубовых лесов Циньлина и Кореи много общего: рябина ольхолистная, клён мелколистный, граб сердцелистный, лаковое дерево, линдера туполопастная… Отличие заключается в появлении на Циньлине тетрадиума Даниэля, стахиуруса китайского, хельвингии японской и фаргезии блестящей.
- Класс Quercetea mongolicae Song ex Krestov et al. 2006[14]
  - Порядок Aceri pseudosieboldiani-Quercetalia mongolicae Song ex Takeda et al. 1994. Дубовые, чернопихтово-широколиственные, сосновые и грабовые леса.
  - Порядок Tilio amurensis-Pinetalia koraiensis Kim ex Krestov et al. 2006.
- Класс Querco mongolicae-Betuletea davuricae Ermakov & Petelin in Ermakov 1997[14].
  - Порядок Lespedezo bicoloris-Quercetalia mongolicae Krestov et al. 2006. Дубовые и абрикосовые леса, луга из мискантуса и арундинеллы.
  - Порядок Querco mongolicae-Betuletalia davuricae Ermakov 1997. Леса из берёзы даурской и дуба монгольского, которым сопутствуют сосна обыкновенная, лиственница Гмелина, берёза плосколистная и осина.

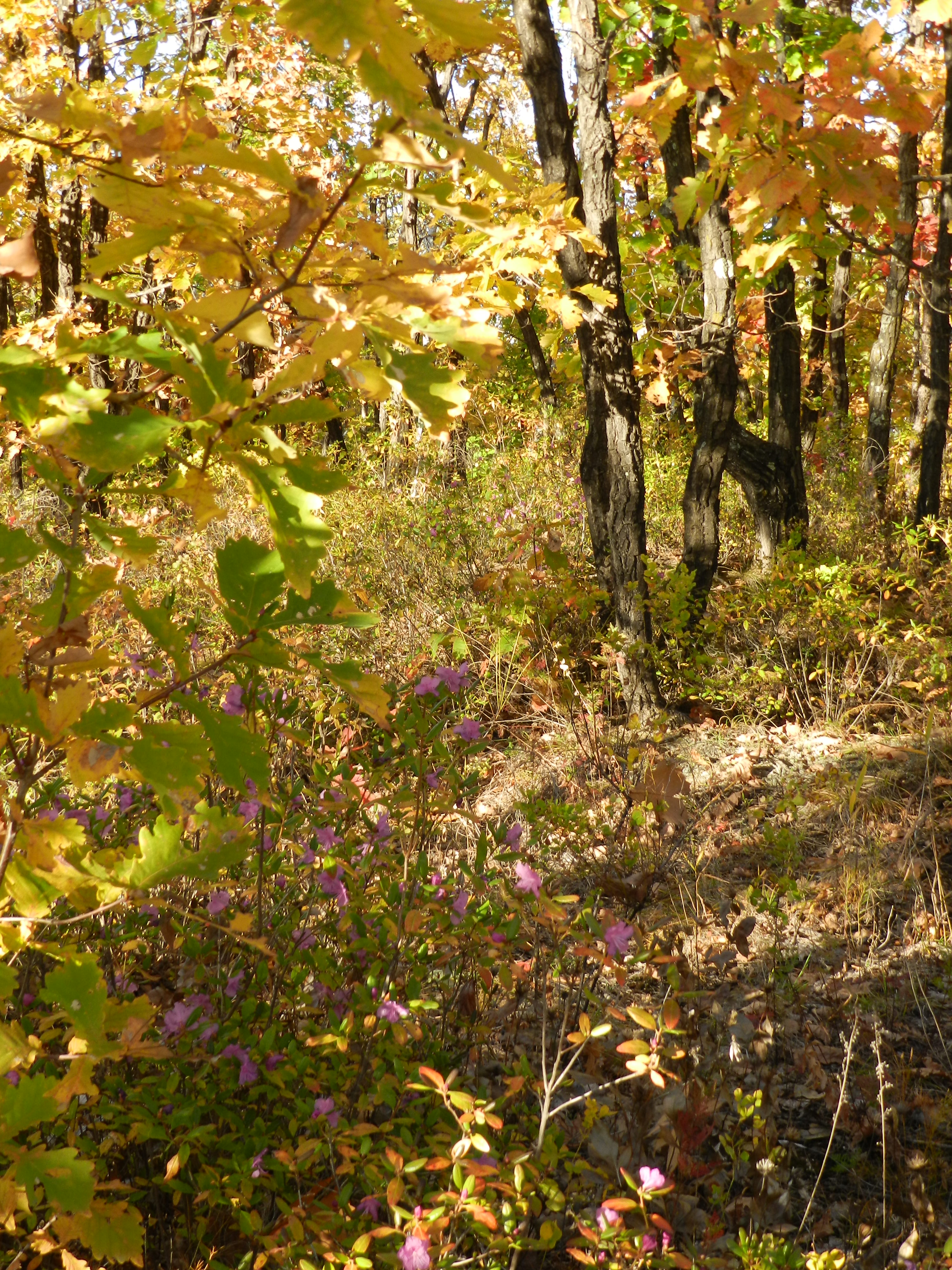
Querco mongolicae-Betuletalia davuricae
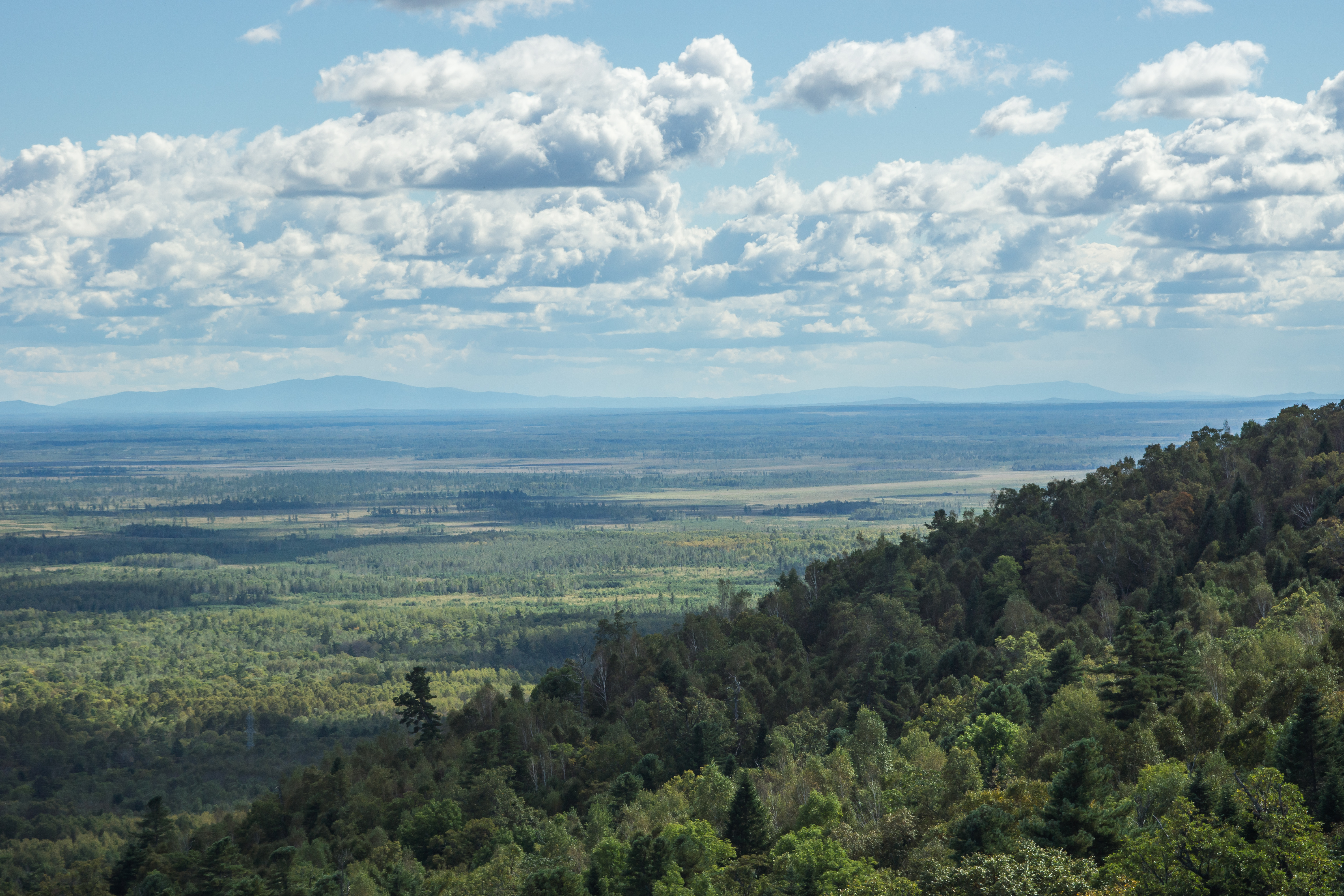
Tilio amurensis-Pinetalia koraiensis
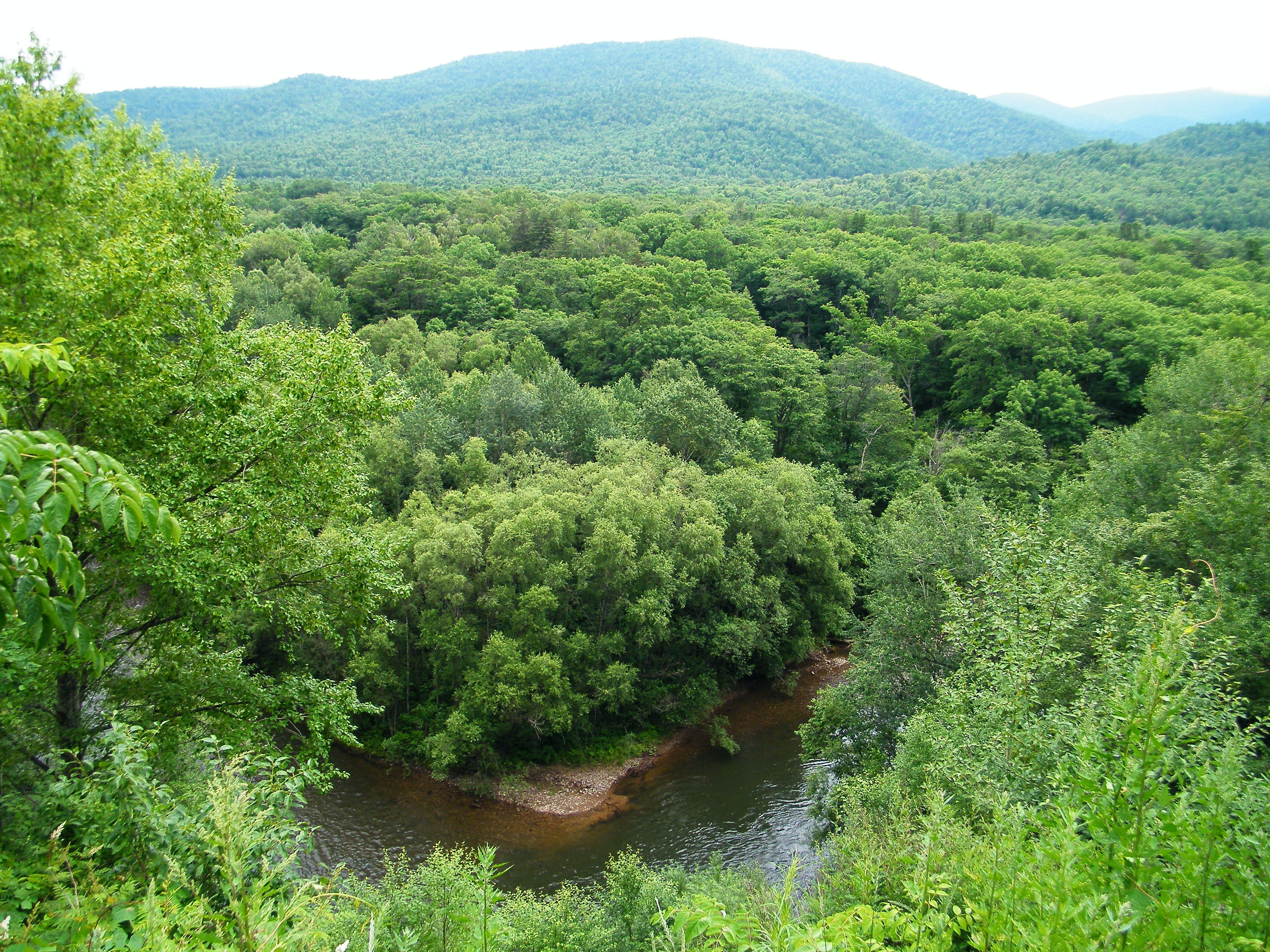
Tilio amurensis-Pinetalia koraiensis
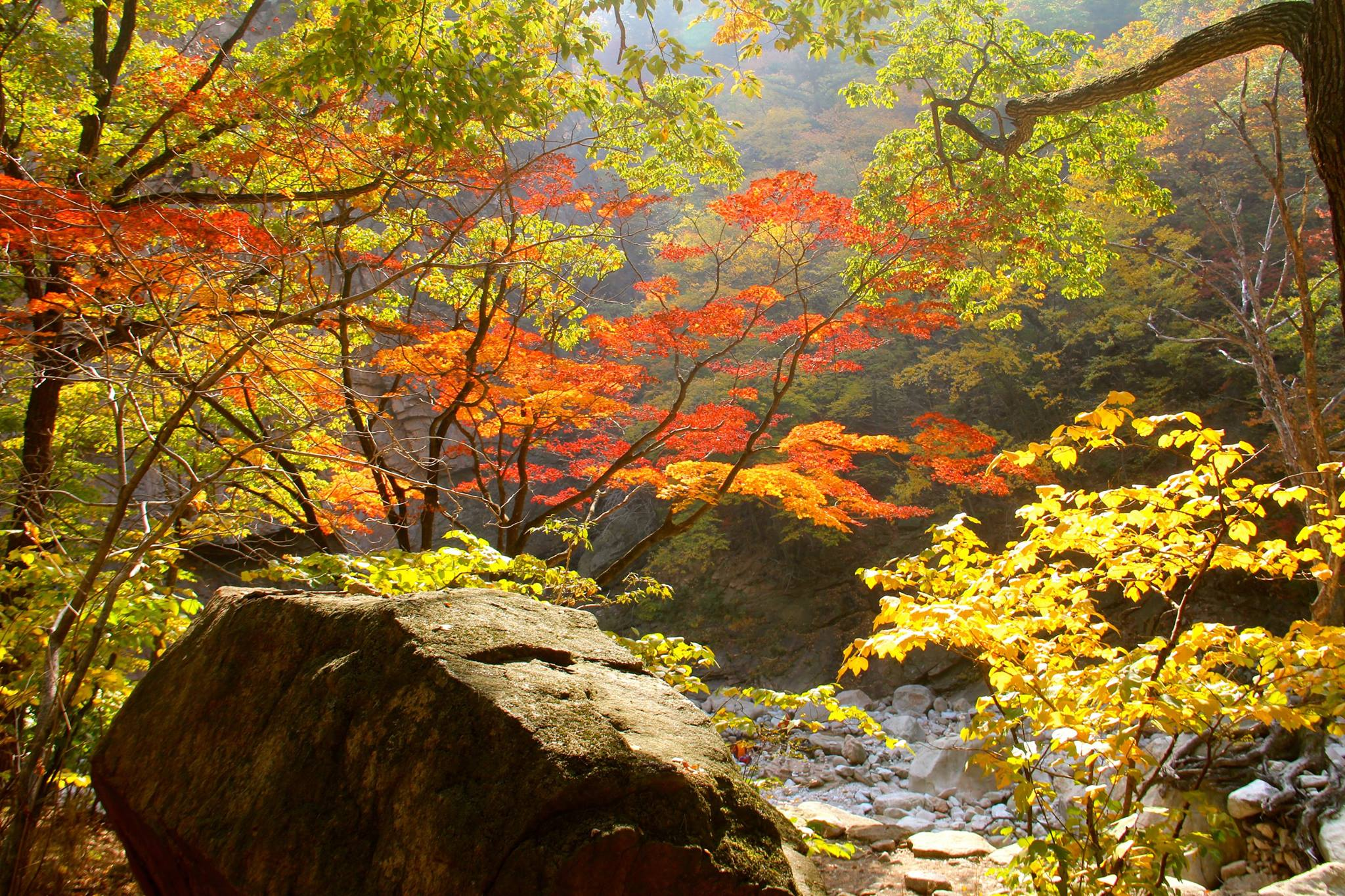
Aceri pseudosieboldiani-Quercetalia mongolicae

## Химический состав
По химическому составу листья приближаются к хорошему сену. С возрастом грубеют, теряют протеин. 
| Время       | Воды в % | От абсолютного сухого вещества в % | От абсолютного сухого вещества в % | От абсолютного сухого вещества в % | От абсолютного сухого вещества в % | От абсолютного сухого вещества в % |
| Время       | Воды в % | золы                               | протеина                           | жира                               | клетчатки                          | БЭВ                                |
| ----------- | -------- | ---------------------------------- | ---------------------------------- | ---------------------------------- | ---------------------------------- | ---------------------------------- |
| 2 июня      | 10,9     | 4,5                                | 17,5                               | 2,4                                | 15,9                               | 59,7                               |
| 22 августа  | 12,0     | 4,8                                | 14,1                               | 3,4                                | 21,8                               | 55,9                               |
| 15 сентября | 9,5      | 6,3                                | 7,1                                | 3,6                                | 27,8                               | 55,2                               |

## Значение и применение

### Кормовая ценность
Жёлуди — хороший корм для диких зверей (кабанов, изюбров, коз, белок и др.) и домашних свиней и кроликов. B размолотом виде их охотно поедает рогатый скот, дроблёные — домашняя птица. 100 кг желудей содержат 125 кормовых единиц (в 1 ц картофеля — только 29 единиц); по количеству перевариваемого белка жёлуди почти впятеро богаче картофеля.
Тонкие ветви, листья, кора молодые деревьев и желуди являются прекрасным кормом для пятнистых оленей (Cervus nippon). Поедаются в течение круглого года. При большом урожае желудей пятнистый олень питается исключительно ими. Урожай молодого зеленого пастбищного корма 5—10 ц/га. Подрост к выпасу неустойчив, но сенокошение выносит хорошо.
Кабаны не только питаются желудями дуба монгольского, но и способствуют его распространению. Постоянно роясь в лесной подстилке, перепахивая и переворачивая целые пласты почвы создаются благоприятные условия для развития молодого подроста. На плотной, не перепаханной лесной подстилке желуди прорастают хуже. Часть животных затаптывают и запахивают желуди в подстилку. Положительно на питание кабана желудями влияет малоснежные зимы с не глубоким промерзанием почвы.
При поедании молодых листьев скот может отравиться. Симптомы отравления: животное отказывается от корма, прекращается жвачка, появляется запор, моча становится бурой, появляется лихорадка и выделяется слюна. Через 3 дня симптомы усиливаются. Появление кровавого поноса предвещает смерть. В редких случаях смерть наступает уже через 24 часа.
В Китае листья использовались на выкормку шелковичных червей.

## Древесина
Древесина кольцепоровая, ядровая, с узкой светлой заболонью и тёмно-бурым ядром, твёрдая, прочная, упругая и тяжёлая, с красивой текстурой и отчётливо заметными на всех разрезах широкими сердцевинными лучами.
Используется в подводных сооружениях, судостроении, обозном производстве, для изготовления строганого и лущеного шпона, клеёной фанеры, паркета, мебели, бочек, строительных деталей и материала для внутренней отделки зданий, вагонов и судов. Распаренная древесина отлично гнётся, а выдержанная длительное время в воде приобретает тёмную окраску и повышенную прочность и под названием «морёного дуба» употребляется на ценные изделия. Из золы получается хороший поташ. В древесине содержится 1—2 %, а в коре — до 7—10 % дубильных веществ.
Основные её пороки — кривизна стволов и гнили, вызываемые настоящим и плоским трутовиками и трутовиком Литшауэра. Древесина применяется также для сухой перегонки, гидролиза и другой переработки. Дрова калорийнее берёзовых примерно на 12 %, а осиновых — на 40 %.